# Velocisaurus
Velocisaurus là một chi khủng long, được Bonaparte mô tả khoa học năm 1991.